# Klaromontanski kodeks
Klaromontanski kodeks, latinsko Codex Claromontanus (Gregory-Aland no. Dp 06), je eden najstarejših ohranjenih svetopisemskih kodeksov. Napisan je v grščini in v uncialni pisavi (24,5 x 19,5 cm). Kodeks zajema besedilo pisem apostola Pavla.
Napisan je bil v 6. stoletju.
Trenutno ga hrani Bibliothèque nationale de France (Gr. 107, 107 AB) v Parizu.

## Zuzanje povenaze
- R. Waltz, Codex Claromontanus D (06): at the Encyclopedia of Textual Criticism